# 13957 NARIT
أن أي أر آي تي (ويعرف أيضًا باسم 13957 أن أي أر آي تي وفق تسمية الكوكب الصغير) (بالإنجليزية: NARIT)‏ هو كويكب ضمن حزام الكويكبات؛ وترتيبه 13957 من حيث الاكتشاف.
اكتُشف هذا الجُرم الفلكي بواسطة روبرت إتش ماكنوت في 7 يناير 1991، وأُطلق عليه هذا الاسم نسبةً إلى National Astronomical Research Institute of Thailand ‏.

## وصلات خارجية
- 13957 NARIT في قاعدة بيانات مختبر الدفع النفاث لأجرام النظام الشمسي الصغيرة

- الاكتشاف · مخطط المدار ·  العناصر المدارية · المعلمات المادية

- 13957 NARIT على موقع ويكي سكاي: DSS2, SDSS, GALEX, IRAS, Hydrogen α, X-Ray, Astrophoto, Sky Map, Articles and images